# 니컬러스 캠벨

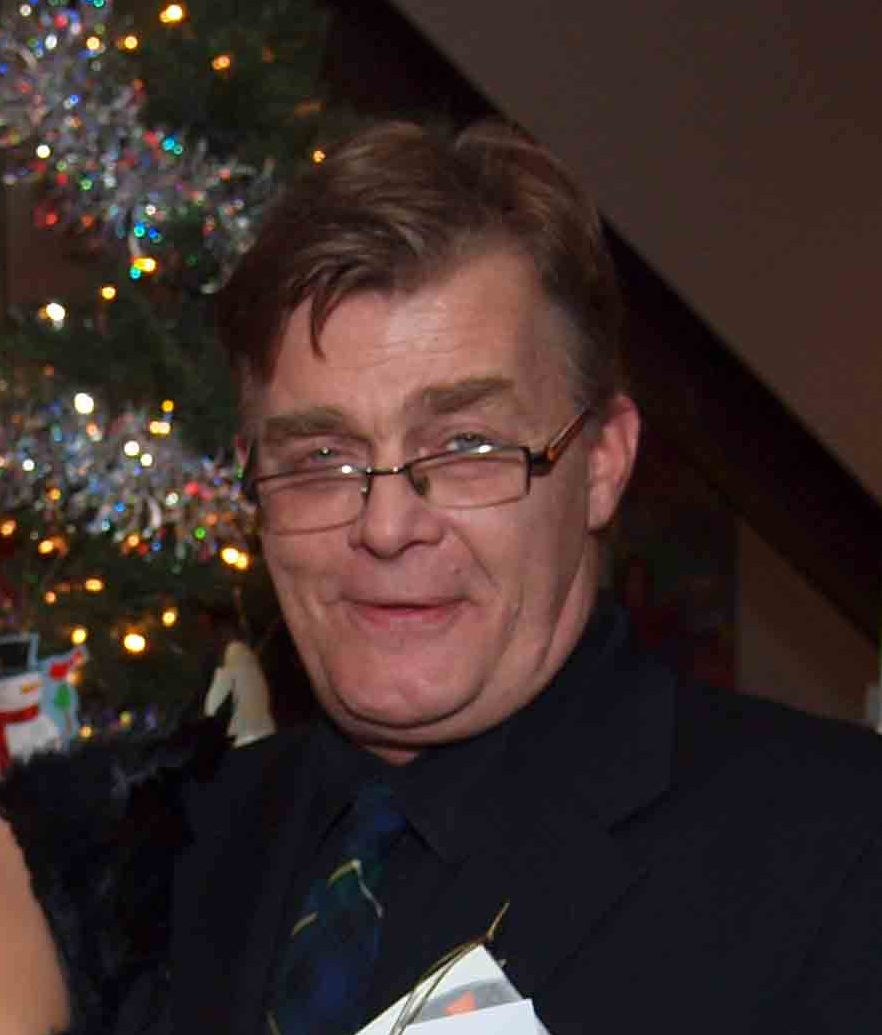

니컬러스 캠벨(영어: Nicholas Campbell, 1952년 3월 24일 ~ )은 캐나다의 배우 겸 연출가이다. SF 드라마 《블랙 미러》 시즌 4 〈아크엔젤〉편에서 주인공 마리의 친아버지 러스 역으로 출연했다. 토론토에서 태어났다.

## 출연 작품
- 디어브룩 (2017년)
- 고독 (2017, Never Steady, Never Still)
- 더 퍼포먼스 (2017년)
- 어웨이크닝 더 조디악 (2017년)
- 더 레인보우 키드 (2015년)
- 백컨트리 - 야생곰의 습격 (2014년) - 레인저 역
- 큐비클 워리어스 (2013년)
- 알곤퀸 (2013년)
- 바 논 (2013년)
- 항생제 (2012년) - 도리안 역
- 원펀치 (2011년)
- 언라이벌드 (2010년)
- 더 리셉션 (2010년)
- 크라이 오브 더 아울 (2009년)
- 인컨시버블 (2008년)
- 신데렐라 맨 (2005년) - 스포티 루이스 역
- 터닝 페이지 (2001년)
- 프로작 네이션 (2001년)
- 위 올 폴 다운 (2000년)
- 뉴 이어스 데이 (2000년) - 올리 역
- 뉴 워터포드 걸 (1999년)
- 언더커버 킬러 (1999년)
- 슬립프 룸 (1998년)
- 할리퀸 - 진실 게임 (1998년)
- 때로는 모든 걸 잃어볼 필요가 있다 (1998년) - 프랭키 굴랜드 역
- 보이스 클럽 (1997년)
- 다니엘 스틸 - 위대한 사랑 (1996년)
- 버터박스 베이비스 (1995년)
- 정글그라운드 (1995년)
- 인플루언스 (1994년)
- 노 콘테스트 (1994년)
- 보더타운 카페 (1993년)
- 에블린 로의 일기 (1993년)
- 하이테크 살인 (1992년)
- 늑대의 그림자 (1992년)
- 베스트 셀러 만들기 (1991년)
- 네이키드 런치 (1991년) - 행크 역
- 망각의 다이아몬드 (1991년)
- 램페이지 (1987년)
- 최후의 선택 (1985년)
- 써튼 퓨리 (1985년)
- 데드존 (1983년)
- 격정의 프라하 (1981년)
- 예스터데이 (1981년)
- 패스트 컴퍼니 (1979년)
- 브루드 (1979년)
- 007 나를 사랑한 스파이 (1977년)
- 머나먼 다리 (1977년)
- 오멘 (1976년)

### 텔레비전
- 헤이븐 (2010년)
- 에어울프 - 시리즈 (1984년) - 제이슨 덕 기퍼드 역
- 리퍼블릭 오브 도일